# Vodacom Cup 2012
La Vodacom Cup de 2012 fue la decimoquinta edición del torneo para selecciones provinciales de Sudáfrica.
El torneo se disputó en el primer semestre en paralelo al Súper Rugby, mientras que la Currie Cup se disputó en el segundo semestre.
El campeón fue el equipo de Western Province quienes obtuvieron su primer campeonato.

## Sistema de disputa
El torneo se disputó en zonas que se distribuyeron por cercanía geográfica, los cuatro mejores equipos de cada zona clasificaron a los cuartos de final.

## Clasificación

### Sección Norte
| Pos. | Equipo       | Encuentros | Encuentros | Encuentros | Encuentros | Tantos | Tantos | Tantos | PB | PB | Puntos |
| Pos. | Equipo       | PJ         | PG         | PE         | PP         | F      | C      | Dif    | BO | BD | Puntos |
| ---- | ------------ | ---------- | ---------- | ---------- | ---------- | ------ | ------ | ------ | -- | -- | ------ |
| 1.º  | Griquas      | 6          | 5          | 0          | 1          | 267    | 125    | +142   | 4  | 1  | 25     |
| 2.º  | Pumas        | 6          | 4          | 1          | 1          | 220    | 125    | +95    | 4  | 1  | 23     |
| 3.º  | Blue Bulls   | 6          | 4          | 1          | 1          | 212    | 116    | +96    | 3  | 0  | 21     |
| 4.º  | Golden Lions | 6          | 3          | 0          | 3          | 224    | 193    | +31    | 3  | 2  | 17     |
| 5.º  | Leopards XV  | 6          | 2          | 0          | 4          | 146    | 182    | -36    | 2  | 2  | 12     |
| 6.º  | Falcons      | 6          | 1          | 0          | 5          | 134    | 312    | -178   | 2  | 1  | 7      |
| 7.º  | Griffons     | 6          | 1          | 0          | 5          | 132    | 282    | -150   | 2  | 0  | 6      |

### Sección Sur
| Pos. | Equipo                 | Encuentros | Encuentros | Encuentros | Encuentros | Tantos | Tantos | Tantos | PB | PB | Puntos |
| Pos. | Equipo                 | PJ         | PG         | PE         | PP         | F      | C      | Dif    | BO | BD | Puntos |
| ---- | ---------------------- | ---------- | ---------- | ---------- | ---------- | ------ | ------ | ------ | -- | -- | ------ |
| 1.º  | Western Province       | 7          | 7          | 0          | 0          | 220    | 130    | +90    | 4  | 0  | 32     |
| 2.º  | Natal Sharks           | 7          | 5          | 0          | 2          | 223    | 138    | +85    | 4  | 2  | 26     |
| 3.º  | Eastern Province Kings | 7          | 5          | 0          | 2          | 209    | 178    | +31    | 3  | 1  | 24     |
| 4.º  | Pampas XV              | 7          | 4          | 0          | 3          | 216    | 181    | +35    | 3  | 2  | 21     |
| 5.º  | Boland Cavaliers       | 7          | 4          | 0          | 3          | 217    | 225    | -8     | 3  | 2  | 21     |
| 6.º  | Free State Cheetahs    | 7          | 2          | 0          | 5          | 211    | 259    | -48    | 5  | 1  | 14     |
| 7.º  | Border Bulldogs        | 7          | 1          | 0          | 6          | 165    | 271    | -106   | 2  | 1  | 7      |
| 8.º  | SWD Eagles             | 7          | 0          | 0          | 7          | 176    | 255    | -79    | 3  | 3  | 6      |

|  | Cuartos de final. |

### Cuartos de final
| 4 de mayo | Griquas | 26 - 18 | Pampas XV | Griqua Park, Kimberley |  |

| 4 de mayo | Pumas | 30 - 19 | Eastern Province Kings | Mbombela Stadium, Nelspruit |  |

| 5 de mayo | Western Province | 58 - 34 | Golden Lions | City Park Stadium, Athlone |  |

| 4 de mayo | Natal Sharks | 36 - 37 | Blue Bulls | Kings Park Stadium, Durban |  |

### Semifinales
| 11 de mayo | Griquas | 30 - 17 | Blue Bulls | Griqua Park, Kimberley |  |

| 12 de mayo | Western Province | 33 - 20 | Pumas | Newlands Stadium, Ciudad del Cabo |  |

### Final
| 18 de mayo | Griquas | 18 - 20 | Western Province | Griqua Park, Kimberley |  |

| Bandera de Sudáfrica     |
| Campeón Western Province |
| Primer título            |